# Molpadia violacea
Molpadia violacea is een zeekomkommer uit de familie Molpadiidae.
De wetenschappelijke naam van de soort werd in 1876 gepubliceerd door Théophile Rudolphe Studer.